# 斯特拉福德高街站
斯特拉福德高街站（英語：Stratford High Street DLR station）是碼頭區輕便鐵路其中一個車站。此站位於東倫敦的紐漢區，是碼頭區輕鐵中，斯特拉特福德國際車站延伸段的一部分 ，於2011年8月31日開幕。這站前身是斯特拉特福德橋站，後來改名為斯特拉特福德市場，於1847至1957年提供服務。

## 交通連接
倫敦巴士路線25、108、276、425和深宵路線N8均經過此站。

## 車廠
在1999年，倫敦地鐵銀禧線的延線開通。在延線裏可次看到一個車廠。這個車廠是該線的其中一個車廠（另外一個位於尼斯頓），於1996年開幕，由建築師克里斯·威爾金森（Chris Wilkinson）設計。車廠闊100米，還有190米長的拱形屋頂覆蓋着11個維修機架。 

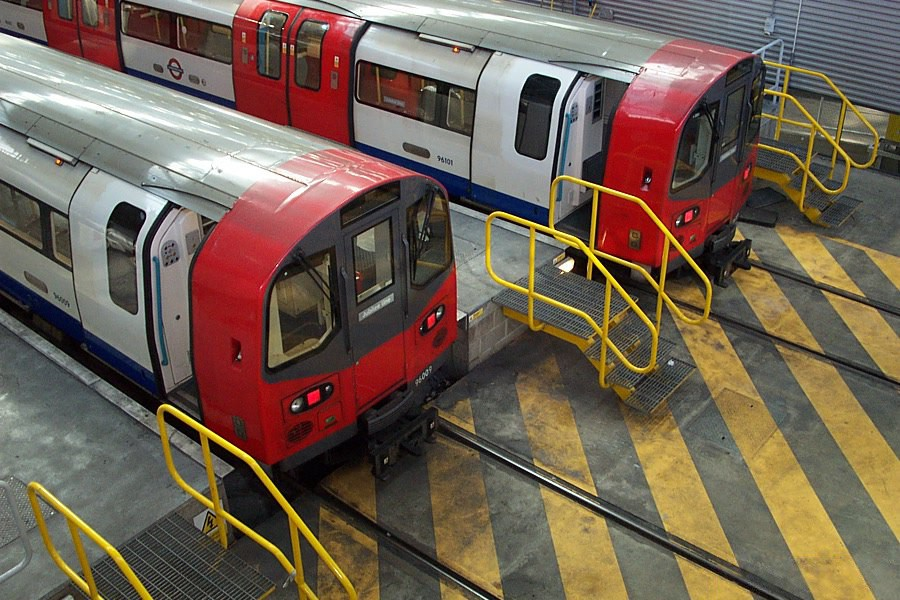
史特拉特福車廠

## 貨物場
一個大型的貨物場坐落於車站的西南面，開放於1879年，主要儲存馬鈴薯，乾草和麥稈等。為鄰近的市場提供服務。另外，車站的側面有一間煤炭廠。服務於維多利亞的石雕作品。在1907年，貨物場變成了香蕉在倫敦的批發點。水果品牌菲弗之（fyffe）在此設有倉庫。貨物場的容量能裝滿400個貨櫃。貨物場在1960年代關閉。

## 服務

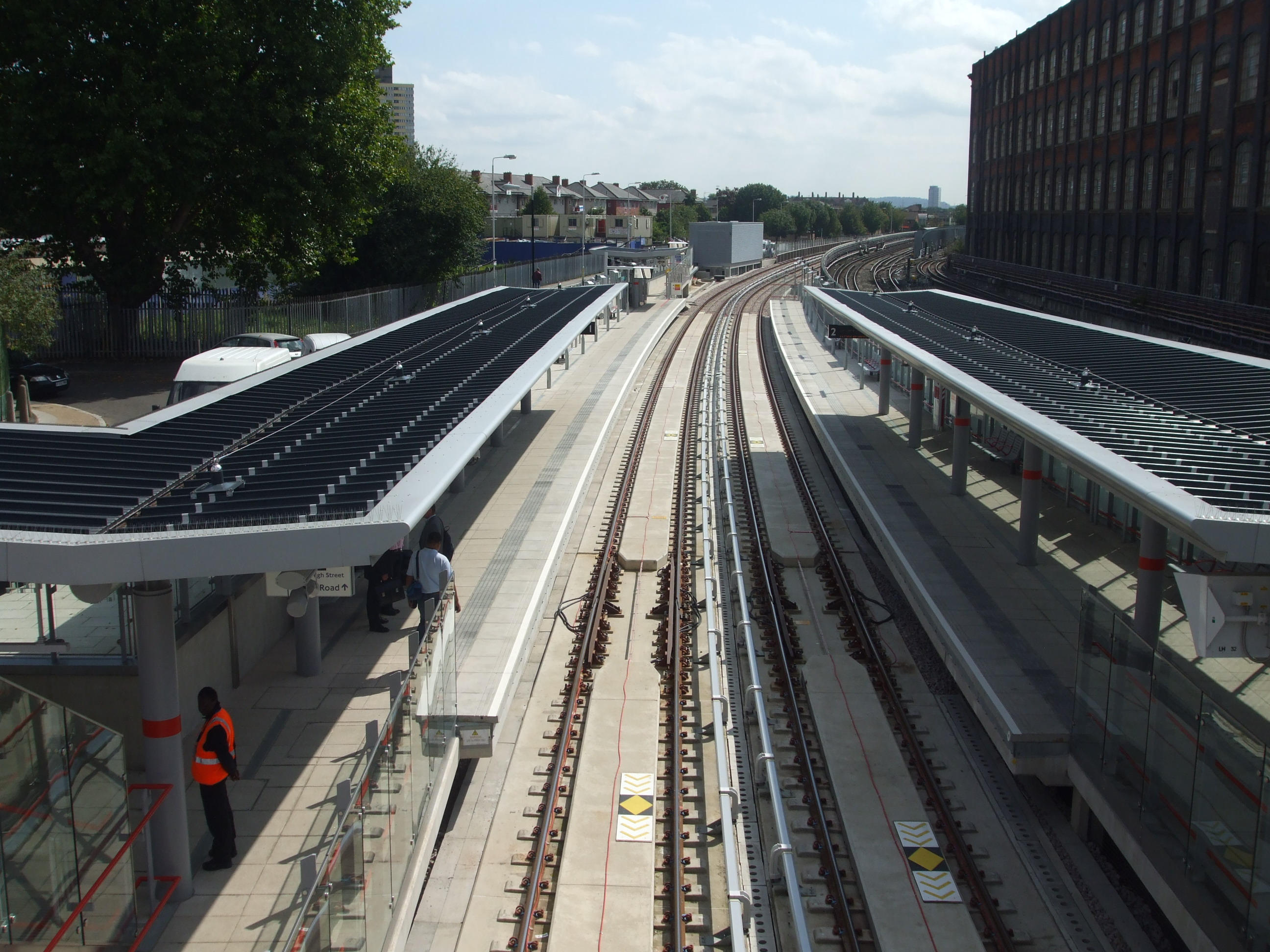
南向月台

在非繁忙時間，來往斯特拉特福德國際車站至碧頓站的列車维持十分鐘一班。在繁忙時間，來往斯特拉特福德國際車站至伍利奇阿仙奴站的列車维持八分鐘一班。

## 設計
舊有的紅磚車站大樓依然保留下來，位於斯特拉特福德高街的南側。
這一個車站位於斯特拉特福德高街。車站有行人天橋連接橋道（Bridge Road）和伯福特道（Burford Road），為附近地區提供來往車站的連接。為使人們能找到這個車站，橋道已永久封閉，只有緊急車輛能使用。這能避免了提取洛克貝學校（Rokeby School）的土地，也能令車站靠近斯特拉特福德高街。

## 歷史

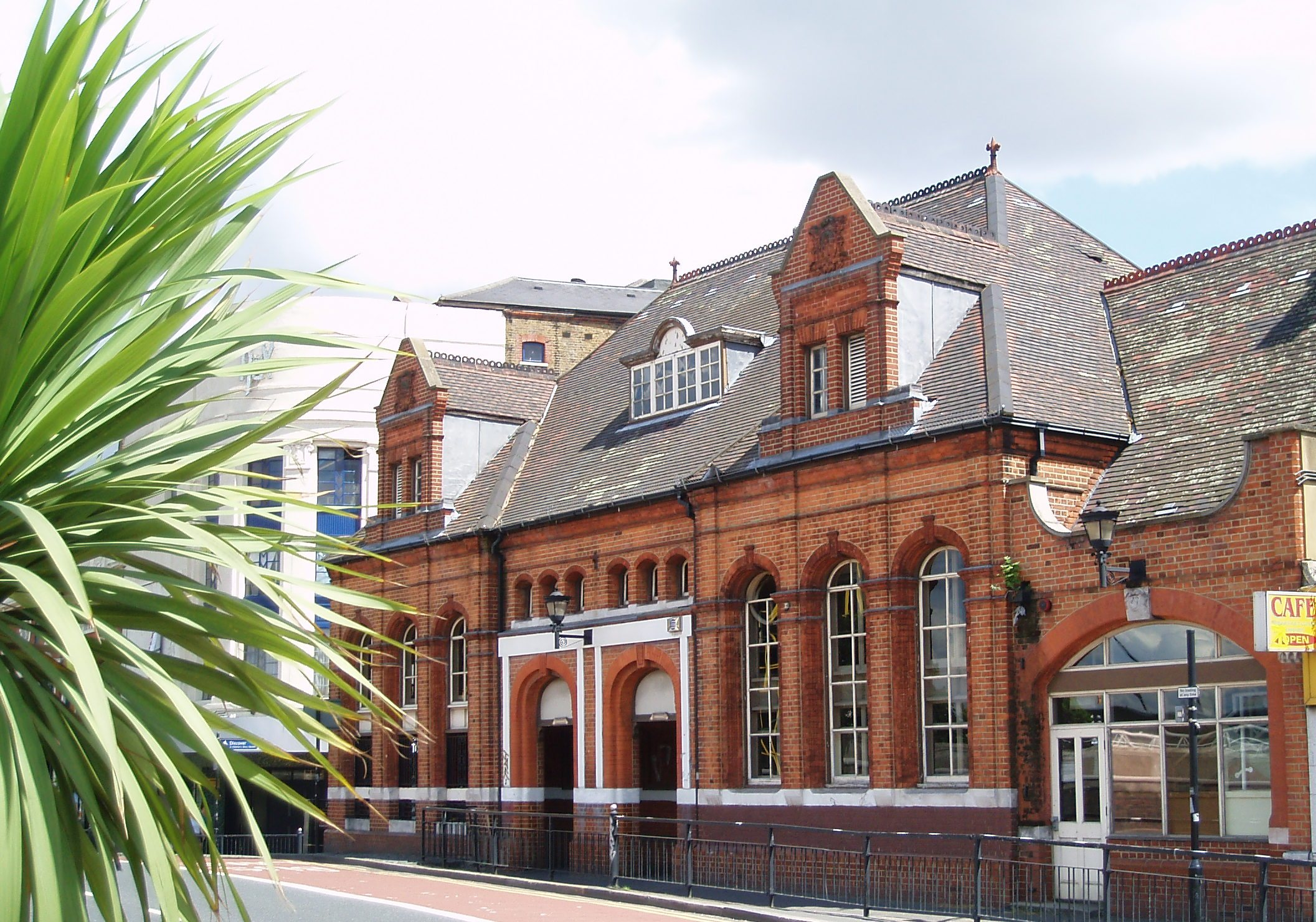
現存的車站入口，往斯特拉特福市場

這車站的前身是斯特拉特福德橋站，於1847年6月14日開幕，是來往景寧鎮和斯特拉特福之間的東部各郡與泰晤士河交匯鐵路的一部分。由於這個站主要服務附近的蔬果市場，所以於1880年11月1日改名為斯特拉特福德市場。在1892年，由於路軌進行擴寬路軌工程，車站遷移。在車站遷移後，於1898年，車站易名為斯特拉特福德市場（西漢姆）。而於1923年，車站再名為斯特拉特福德市場。
於1957年5月6日，由於缺乏乘客使用此站和附近有更大的斯特拉特福德站，車站關閉。
於2006年，北伍利奇線關閉，使這站纳入碼頭區輕鐵的一部分。